# 李祐寧
李祐寧（You-Ning Lee，1951年1月10日—），台灣資深電影導演、製片人、編劇、教授。畢業於美國哥倫比亞影劇學院電影製作碩士、淡江大學教育資料科學學系。現任中華電影製片協會第十四屆理事長、崇右影藝科技大學影視傳播系講座教授，從事電影編導、製作與教學工作30餘年。留美期間，描寫兩岸留學生的電影劇本《天亮叫我》贏得1983年行政院新聞局優良電影劇本優等獎，1984年返國執導台灣老兵返鄉探親劇情片《老莫的第二個春天》贏得1985年第21屆金馬獎金馬獎最佳劇情片並入選1999年《亞洲週刊》20世紀中文電影100強，1992年獲得第32屆中國文藝協會中國文藝獎章戲劇獎年度最佳電影導演獎。電影代表作品有《老莫的第二個春天》、《父子關係》、《殺手輓歌》、《竹籬笆外的春天》、《老科的最後一個秋天》、《流浪舞台》等片。2012年推出台灣老兵返鄉第三部曲《麵引子》，再度引起兩岸中生代影迷共鳴，一年內youtube點閱率高達30萬人次，並被《亞洲週刊》評為最新最重要的台灣老兵返鄉影片；李祐寧再度用台灣老兵返鄉題材，喚起兩岸傷痛情境的歷史，更大膽提出文化正統問題。李祐寧共執導劇情片12部、監製23部，曾任金馬獎執行委員會秘書長，中華民國電影事業發展基金會秘書長，中央電影公司製片部經理，國家電影中心董事，台灣電影導演協會副會長。2017年指導及編劇電視連續劇《四月望雨-四季紅》。目前專注電影傳承教學工作，同時持續電影創作，已完成電影劇本《諾言》與《父女關係》正積極籌拍中。

## 大事紀／經歷
- 1951年1月10日 出生於台北。
- 1975年6月 淡江大學教育資料科學學系畢業。
- 1979年 擔任《中國時報》駐好萊塢專欄作家。
- 1980年 完成電影劇本《天亮叫我》、《殺手輓歌》。
- 1981年 擔任行政院新聞局駐洛杉磯新聞處雇員。
- 1982年 畢業於美國哥倫比亞影劇學院，電影製作碩士。
- 1983年 電影劇本《天亮叫我》贏得行政院新聞局優良電影劇本優等獎。
- 1983年 回到台灣，在蒙太奇公司擔任編導；同年拍攝電影《殺手輓歌》，為同一人1982年於《中國時報》連載同名小說改編。
- 1984年 執導電影《老莫的第二個春天》出品為高仕電影公司。
- 1985年 執導的電影《老莫的第二個春天》榮獲第21屆金馬獎最佳影片、最佳原著劇本獎。
- 1985年 指導電影《竹籬笆外的春天》出品為湯臣電影公司。
- 1986年 在淡江大學大傳系、教育資料科學系教授電影製作、電影編劇、電影美學。
- 1987年 指導電影《父子關係》。
- 1990年 應聘成為廣電基金製作人。
- 1990年 在輔仁大學大眾傳播系教授電影編劇，以及在中華電影製片協會的演員班、電影企劃班教授導演以及電影製片，並且在臺灣電視公司編導班任教。
- 1992到1994年 擔任第二十九屆到第三十三屆到第三十七屆金馬獎執行委員會秘書長。
- 2011年 執導的電影《麵引子》上映。
- 2011年8月1日　在崇右技術學院擔任影視傳播系主任，教授編劇方法、劇本創作、影視作品導讀、劇情片製作、導演實務。
- 2014年10月30日 中華電影製片協會第十四屆理事長上任。

## 電影作品
- 1984 《殺手輓歌》
- 1985 《老莫的第二個春天》
- 1986 《竹籬笆外的春天》
- 1987 《父子關係》
- 1988 《那一年我們去看雪》
- 1989 《老科的最後一個秋天 》
- 1990 《遊戲規則》
- 1991 《美國護照》
- 1995 《流浪舞台》
- 2000 《紅字 》
- 2003 《爺爺的家》
- 2011 《麵引子》

## 編劇作品
- 1983 《 天亮叫我 》
- 1983 《 甲子玄機 》
- 1984 《 殺手輓歌 》
- 1985 《 竹籬笆外的春天 》
- 1987 《 那一年我們一起去看雪 》
- 1989 《 遊戲規則 》
- 1995 《 流浪舞台 》
- 1997 《 玉卿嫂 》
- 2011 《 麵引子 》
- 2017 《 四月望雨-四季紅 》

## 電視劇作品
- 2017《四月望雨-四季紅》

## 監製作品
- 1985 《 唐朝綺麗男 》
- 1995 《 流浪舞台 》
- 1999 《 條子阿不拉 》
- 2000 《 運轉手之戀 》
- 2000 《 沙河悲歌 》
- 2001 《 西洋鏡 》
- 2002 《 深深太平洋 》
- 2003 《 自由門神 》
- 2004 《 二月十四 》
- 2004 《 停車暫借聞 》

## 學術著作
- 2011 《 如何拍攝電影 》第三版  商周出版社
- 2005 《 Zoom in南台灣 》

## 過往經歷
- 中國時報好萊塢專欄作家。
- 北美事務協調委員會洛杉磯新聞處。
- 蒙太奇公司編導。
- 廣電基金製作人。
- 金馬獎評審、執委會秘書長。
- 中影製片部經理。
- 淡江大學、輔仁大學、世新大學、台南藝術大學兼任講師。
- 台灣電影導演協會副會長。
- 中華電影製片協會第十四屆理事長。

## 官方網站
- 李祐寧(You-ning Lee)的Facebook專頁
- 李祐寧在互联网电影资料库（IMDb）上的資料（英文）（英文）
- 在AllMovie上李祐寧的頁面（英文）
- 李祐寧在香港影庫上的簡介
- 李祐寧在豆瓣上的资料（简体中文）
- 李祐寧在时光网上的簡介（简体中文）